# Ochnowate

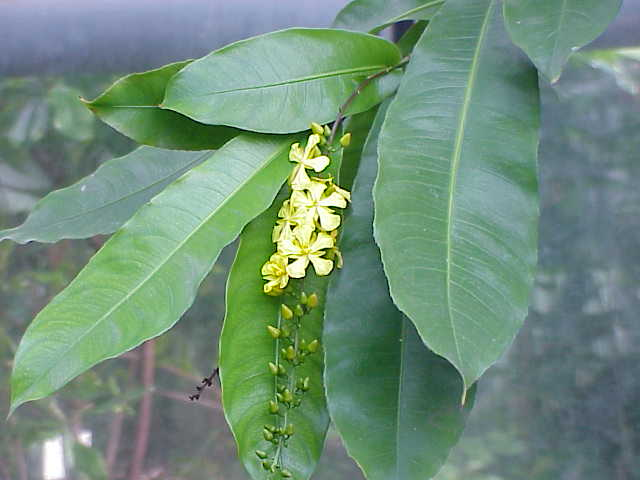
Campylospermum schoenleinianum

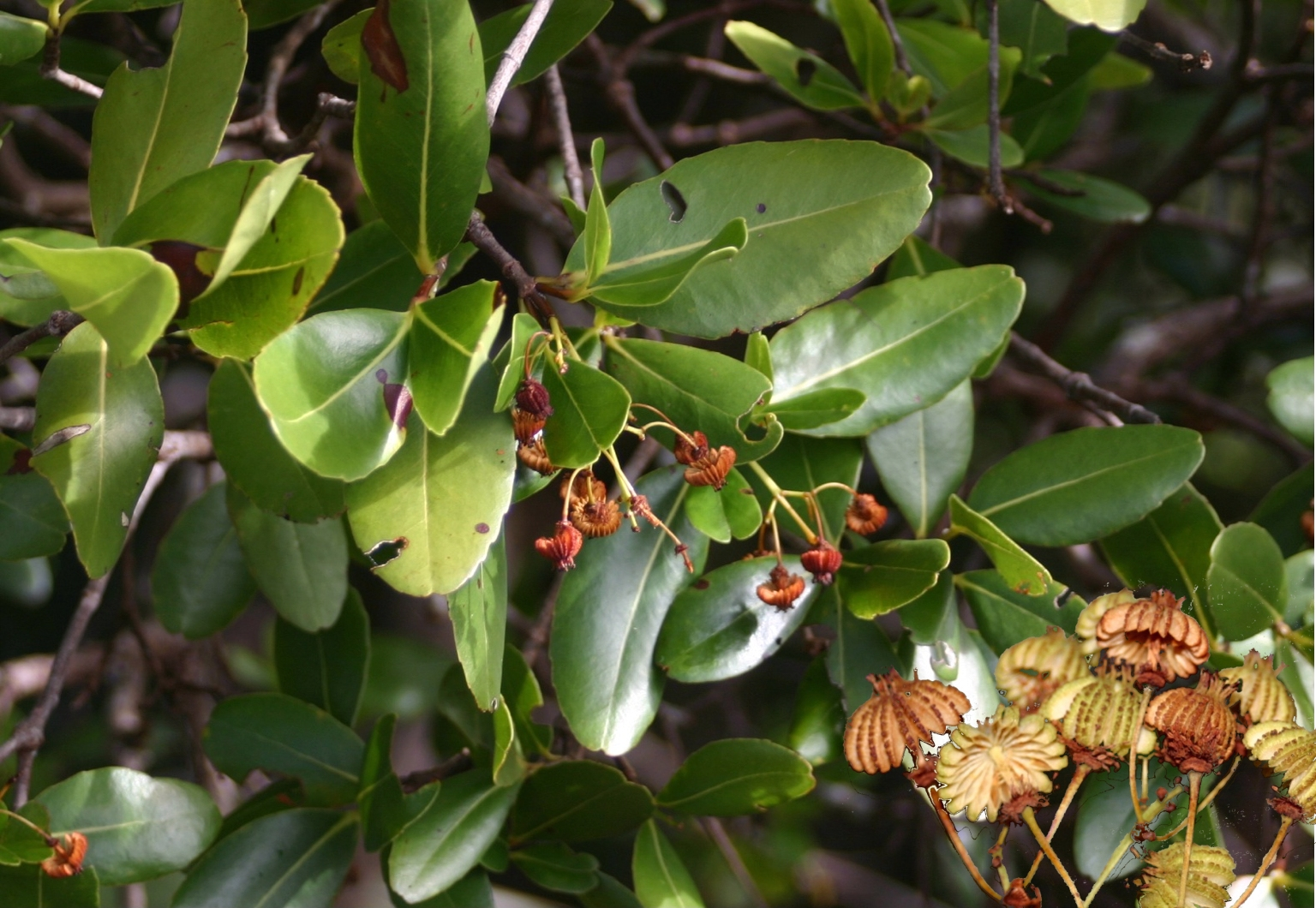
Medusagyne oppositifolia

Ochnowate, ołdzianowate (Ochnaceae) – rodzina roślin z rzędu malpigiowców. Zgodnie z szerokim ujęciem zaproponowanym w systemie APG III (2009) i przyjmowanym w APG IV (2016) do ołdzianowatych należą 33 rodzaje liczące ok. 550 gatunków. Przedstawiciele tej rodziny występują w strefie tropikalnej wszystkich kontynentów, szczególnie licznie zwłaszcza w Brazylii.

## Morfologia
Drzewa, krzewy i rośliny zielne. Liście pojedyncze są gęsto, pierzasto użyłkowane, z wyraźnymi żyłkami drugiego i trzeciego rzędu. Na brzegu często piłkowane, czasem całobrzegie. Korona kwiatu za młodu skręcona, kielich trwały, pozostaje na owocu. Pręciki liczne, w liczbie co najmniej 12. Obecne u przedstawicieli wszystkich plemion zgrubienie na ogonku liściowym świadczyć może o tym, że rośliny tu zaliczane pochodzą od przodka, którego liście były złożone.

## Systematyka
Rodzina ta w starszych systemach ujmowana była wąsko, obejmując 27 rodzajów z 495 gatunkami (plemiona: Luxembergieae, Ochneae i Sauvagesieae. 
Pozycja systematyczna według APweb (aktualizowany system APG IV z 2016)
Dowody molekularne potwierdzają bliskie pokrewieństwo roślin z rodziny ołdzianowatych (Ochnaceae sensu stricto) oraz Quiinaceae i Medusagynaceae, przy czym relacje pokrewieństwa między tymi grupami pozostają niejasne. W systemie APG III (2009) i APG IV (2016) taksony te złączono w jedną rodzinę ołdzianowatych (Ochnaceae sensu lato) wchodzącą w skład rzędu malpigiowców (Malpighiales). W obrębie rzędu rodzina sytuowana jest jako siostrzana wobec kladu obejmującego kilka rodzin z kluzjowatymi i dziurawcowatymi.
|  | Ctenolophonaceae                                                                                       |
|  | |
|  | \| \| Erythroxylaceae – krasnodrzewowate \| \| \| \| \| \| Rhizophoraceae – korzeniarowate \| \| \| \| |
|  | |
|  | Erythroxylaceae – krasnodrzewowate                                                                     |
|  | |
|  | Rhizophoraceae – korzeniarowate                                                                        |
|  | |

|  | Erythroxylaceae – krasnodrzewowate |
|  |                                    |
|  | Rhizophoraceae – korzeniarowate    |
|  |                                    |

|  | Irvingiaceae – irwingiowate |
|  |                             |
|  | Pandaceae                   |
|  |                             |

|  | Clusiaceae – kluzjowate |
|  |                         |
|  | Bonnetiaceae            |
|  |                         |

|  | Calophyllaceae – gumiakowate                                                                   |
|  |                                                                                                |
|  | \| \| Hypericaceae – dziurawcowate \| \| \| \| \| \| Podostemaceae – zasennikowate \| \| \| \| |
|  |                                                                                                |
|  | Hypericaceae – dziurawcowate                                                                   |
|  |                                                                                                |
|  | Podostemaceae – zasennikowate                                                                  |
|  |                                                                                                |

|  | Hypericaceae – dziurawcowate  |
|  |                               |
|  | Podostemaceae – zasennikowate |
|  |                               |

|  | Clusiaceae – kluzjowate |
|  |                         |
|  | Bonnetiaceae            |
|  |                         |

|  | Calophyllaceae – gumiakowate                                                                   |
|  |                                                                                                |
|  | \| \| Hypericaceae – dziurawcowate \| \| \| \| \| \| Podostemaceae – zasennikowate \| \| \| \| |
|  |                                                                                                |
|  | Hypericaceae – dziurawcowate                                                                   |
|  |                                                                                                |
|  | Podostemaceae – zasennikowate                                                                  |
|  |                                                                                                |

|  | Hypericaceae – dziurawcowate  |
|  |                               |
|  | Podostemaceae – zasennikowate |
|  |                               |

|  | Clusiaceae – kluzjowate |
|  |                         |
|  | Bonnetiaceae            |
|  |                         |

|  | Calophyllaceae – gumiakowate                                                                   |
|  |                                                                                                |
|  | \| \| Hypericaceae – dziurawcowate \| \| \| \| \| \| Podostemaceae – zasennikowate \| \| \| \| |
|  |                                                                                                |
|  | Hypericaceae – dziurawcowate                                                                   |
|  |                                                                                                |
|  | Podostemaceae – zasennikowate                                                                  |
|  |                                                                                                |

|  | Hypericaceae – dziurawcowate  |
|  |                               |
|  | Podostemaceae – zasennikowate |
|  |                               |

|  | Clusiaceae – kluzjowate |
|  |                         |
|  | Bonnetiaceae            |
|  |                         |

|  | Calophyllaceae – gumiakowate                                                                   |
|  |                                                                                                |
|  | \| \| Hypericaceae – dziurawcowate \| \| \| \| \| \| Podostemaceae – zasennikowate \| \| \| \| |
|  |                                                                                                |
|  | Hypericaceae – dziurawcowate                                                                   |
|  |                                                                                                |
|  | Podostemaceae – zasennikowate                                                                  |
|  |                                                                                                |

|  | Hypericaceae – dziurawcowate  |
|  |                               |
|  | Podostemaceae – zasennikowate |
|  |                               |

|  | Ctenolophonaceae                                                                                       |
|  | |
|  | \| \| Erythroxylaceae – krasnodrzewowate \| \| \| \| \| \| Rhizophoraceae – korzeniarowate \| \| \| \| |
|  | |
|  | Erythroxylaceae – krasnodrzewowate                                                                     |
|  | |
|  | Rhizophoraceae – korzeniarowate                                                                        |
|  | |

|  | Erythroxylaceae – krasnodrzewowate |
|  |                                    |
|  | Rhizophoraceae – korzeniarowate    |
|  |                                    |

|  | Irvingiaceae – irwingiowate |
|  |                             |
|  | Pandaceae                   |
|  |                             |

|  | Clusiaceae – kluzjowate |
|  |                         |
|  | Bonnetiaceae            |
|  |                         |

|  | Calophyllaceae – gumiakowate                                                                   |
|  |                                                                                                |
|  | \| \| Hypericaceae – dziurawcowate \| \| \| \| \| \| Podostemaceae – zasennikowate \| \| \| \| |
|  |                                                                                                |
|  | Hypericaceae – dziurawcowate                                                                   |
|  |                                                                                                |
|  | Podostemaceae – zasennikowate                                                                  |
|  |                                                                                                |

|  | Hypericaceae – dziurawcowate  |
|  |                               |
|  | Podostemaceae – zasennikowate |
|  |                               |

|  | Clusiaceae – kluzjowate |
|  |                         |
|  | Bonnetiaceae            |
|  |                         |

|  | Calophyllaceae – gumiakowate                                                                   |
|  |                                                                                                |
|  | \| \| Hypericaceae – dziurawcowate \| \| \| \| \| \| Podostemaceae – zasennikowate \| \| \| \| |
|  |                                                                                                |
|  | Hypericaceae – dziurawcowate                                                                   |
|  |                                                                                                |
|  | Podostemaceae – zasennikowate                                                                  |
|  |                                                                                                |

|  | Hypericaceae – dziurawcowate  |
|  |                               |
|  | Podostemaceae – zasennikowate |
|  |                               |

|  | Clusiaceae – kluzjowate |
|  |                         |
|  | Bonnetiaceae            |
|  |                         |

|  | Calophyllaceae – gumiakowate                                                                   |
|  |                                                                                                |
|  | \| \| Hypericaceae – dziurawcowate \| \| \| \| \| \| Podostemaceae – zasennikowate \| \| \| \| |
|  |                                                                                                |
|  | Hypericaceae – dziurawcowate                                                                   |
|  |                                                                                                |
|  | Podostemaceae – zasennikowate                                                                  |
|  |                                                                                                |

|  | Hypericaceae – dziurawcowate  |
|  |                               |
|  | Podostemaceae – zasennikowate |
|  |                               |

|  | Clusiaceae – kluzjowate |
|  |                         |
|  | Bonnetiaceae            |
|  |                         |

|  | Calophyllaceae – gumiakowate                                                                   |
|  |                                                                                                |
|  | \| \| Hypericaceae – dziurawcowate \| \| \| \| \| \| Podostemaceae – zasennikowate \| \| \| \| |
|  |                                                                                                |
|  | Hypericaceae – dziurawcowate                                                                   |
|  |                                                                                                |
|  | Podostemaceae – zasennikowate                                                                  |
|  |                                                                                                |

|  | Hypericaceae – dziurawcowate  |
|  |                               |
|  | Podostemaceae – zasennikowate |
|  |                               |

Podział rodziny
- Podrodzina Medusagynoideae Reveal
  - Medusagyne Baker
- Podrodzina Ochnoideae Burnett: 
  - Plemię Luxembergieae Horaninow (syn.: Luxembergioideae): dwa rodzaje z 22 gatunkami rosnącymi w Wenezueli i Brazylii:
    - Luxemburgia A.St.-Hil.
    - Philacra Dwyer

  - Plemię Ochneae Bartling: dziewięć rodzajów z 390 gatunkami, głównie w Brazylii:
    - Brackenridgea A.Gray
    - Campylospermum Tiegh.
    - Elvasia DC.
    - Idertia Farron
    - Lophira Banks ex C.F.Gaertn.
    - Ochna L. – ochna, ołdzian
    - Ouratea Aubl.
    - Perissocarpa Steyerm. & Maguire
    - Rhabdophyllum Tiegh.

  - Plemię Sauvagesieae DC. (syn.: Euthemidaceae Solereder, Sauvagesiaceae Dum., Wallaceaceae van Tieghem ): ok. 17 rodzajów z 82 gatunkami, głównie w państwie neotropikalnym:
    - Adenanthe Maguire et al.
    - Adenarake Maguire & Wurdack
    - Blastemanthus Planch.
    - Cespedesia Goudot
    - Euthemis Jack
    - Fleurydora A.Chev.
    - Godoya Ruiz & Pav.
    - Indosinia J.E.Vidal
    - Krukoviella A.C.Sm.
    - Poecilandra Tul.
    - Rhytidanthera Tiegh.
    - Sauvagesia L. – wielopłonka (w tym: Indovethia Boerl., Lauradia Vand., Leitgebia Eichler, Neckia Korth., Pentaspatella Gleason, Roraimanthus Gleason, Sinia Diels, Vausagesia Baill.)
    - Schuurmansia Blume
    - Schuurmansiella Hallier f.
    - Testulea Pellegr.
    - Tyleria Gleason
    - Wallacea Spruce ex Benth. & Hook. f.
- Podrodzina Quiinoideae Luersson (syn. Quiinaceae Engl.): 4 rodzaje z ok. 55 gatunkami w państwie neotropikalnym:
  -     - Froesia Pires
    - Lacunaria Ducke
    - Quiina Aubl.
    - Touroulia Aubl.